# Het irritante eiland
Het irritante eiland is een Nederlandse televisiefilm uit 2019 die gemaakt is in het kader van Telefilm in opdracht van de VPRO.

## Plot
Een heks heeft eeuwen geleden een vloek uitgesproken over een eiland. Door de vloek vertonen de eilandbewoners en een ieder die er voet aan wal zet irritant gedrag. Nadat er een brug naar het vasteland wordt aangelegd ontstaan er problemen als de premier de brug officieel opent en daarmee voet zet op het eiland. Ook hij gaat irritant gedrag vertonen. Alleen op de jongen Hunter heeft de vloek geen uitwerking. Samen met de nieuwe eilandbewoonster Aafje gaat hij op zoek naar de oorsprong van de vloek en hoe deze op te heffen.

## Rolverdeling
- Amber Robin Berentsen als Lily
- Bouke van Boohemen als irritante jongen
- Yenthe Bos als Elise
- Leny Breederveld als Lidewij de Wit
- Ruben Brinkman als scheidsrechter
- Jacob Derwig als wetenschapper Boudewijn
- Abel Dodemont als irritante jongen
- Don Duyns als klant in de bibliotheek
- Jennifer Evenhuis als Gertie
- Randy Fokke als Julia
- Rover van Gennep als de zoon van Hunter
- Dana Goldberg als Nova
- Aus Greidanus jr als burgemeester in de Middeleeuwen
- Fuad Hassen als staatshoofd van Nigeria
- Mattijn Hartemink als de oude Hunter
- Noortje Herlaar als heks Amarantha
- Martijn Hillenius als leraar
- Bas Hoeflaak als monnik
- Tijn Hoetmeer als Daan
- Sander Huisman als boer Guus
- Tim Kamps als kapitein
- Wart Kamps als De Beuker
- Sadettin Kirmiziyuz als wetenschapper Frank
- Bart Klever als Brummer
- Rienus Krul als Rob, vader van Hunter en Flint
- Henry van Loon als Jack Schipper
- Maike Meijer als bibliothecaresse
- Masataka Miyanaga als Japanse minister-president
- Matsen Montsma als Hunter
- Pim Muda als burgemeester in het heden
- Wouter Oosterwijk als eilandbewoner
- Ellen Parren als makelaar
- Albert Jan van Rees als bediende
- Tjitske Reidinga als Lidia
- Rosa Reuten als deftige vrouw
- Ivy Ribbens als Aafje
- Martine Sandifort als de moeder van Brummer
- Stefan Stasse als premier
- Teun Stokkel als Flint, de broer van Hunter
- Sam den Tenter als Purdey
- Ilse Warringa als Wilma
- Vincent Hoozemans als vriendje van Daan en Hunter[1]